# Ignacio González King
Ignacio González King es un tenista argentino, nacido y residente en la ciudad de Resistencia. En 2004 obtuvo su mayor logro deportivo al ganar el Challenger de Budaors.

## Torneos ATP (0)

### Dobles (0)

#### Finalista (1)
| N.º | Fecha                 | Torneo          | Superficie    | Pareja       | Oponente en la final         | Resultado |
| --- | --------------------- | --------------- | ------------- | ------------ | ---------------------------- | --------- |
| 1.  | 14 de febrero de 2005 | Costa do Sauipe | Tierra Batida | José Acasuso | František Čermák Leoš Friedl | 4-6 4-6   |

## Torneos Challenger (1; 1+0)

### Individuales (1)

#### Títulos
| N.º | Fecha              | Torneo  | Superficie    | Oponente en la final   | Resultado |
| --- | ------------------ | ------- | ------------- | ---------------------- | --------- |
| 1.  | 5 de julio de 2004 | Budaors | Tierra batida | Gabriel Trujillo-Soler | 6-4 6-4   |

## Vida personal
El 10 de enero de 2020 se ordenó su detención por el atropello y abandono de un perro del barrio San Diego, en el norte de Resistencia, en el marco de la Ley de Maltrato Animal, ya que en las cámaras de vigilancia se aprecia que González King no intenta eludir el animal sino todo lo contrario. Se presentó el día 13 de enero en la sede judicial y quedó en libertad. El video del hecho se viralizó y tuvo amplia cobertura de prensa.